# Koenigsegg CCX
De CCX is een model van de Zweedse supersportwagenbouwer Koenigsegg.

## Trivia
- Het Britse autoprogramma Top Gear vond bij een testrit dat de CCX te weinig downforce had (de auto schoot van de baan, het eerste ongeluk met The Stig). Koenigsegg nam de kritiek serieus, verbeterde de stroomlijn en de aldus gewijzigde CCX zette de destijds beste rondetijd neer die ooit door een straatwagen op de Top Gear-testbaan werd neergezet.

## Edition
Een variant op de Koenigsegg CCX is de Koenigsegg CCX Edition. De wagen heeft een topsnelheid van 386 kilometer per uur en de kostprijs bedraagt circa 500.000 euro.